# المغرب في الألعاب البارالمبية الصيفية 2004
شارك المغرب في الألعاب البارالمبية الصيفية 2004 والتي أقيمت في أثينا باليونان بوفد رياضي قوامه 10 رياضيين.